# Казаманс (регион)
Казама́нс (фр. Casamance,  порт. Casamansa) — регион на юго-западе Сенегала, на территории которого живут диола. С 1982 года здесь идут бои между сепаратистской организацией Движение демократических сил Казаманса и правительственными войсками. Регион граничит с Гамбией на севере и Гвинеей-Бисау на юге. Административным центром региона является город Зигиншор.

## История
В XIV веке народ диола был изгнан из империи Мали и заселился вдоль рек Гамбия и Казаманс.
В XV веке в регион прибыл португальский корабль с островов Кабо-Верде, в поисках рабов.
В 1645 году португальцами основан город Зигиншор, в котором процветала работорговля.
В 1836 году остров на реке Казаманс — Карабан был захвачен французами.
В 1888 году Зигиншор перешёл под контроль Франции.
В 1907 году Зигиншор становится главным городом региона, опережая Карабан. С этого периода начинается сопротивление диола колонизаторам, которое активно продолжается до 1914 года. Когда французы покинули Сенегал, диола стали добиваться полной независимости региона Казаманс.

## Культура
В регионе проходят такие культурные события как: выставки, лекции, спектакли и прочие мероприятия.